# Голубовское Берестово-Богодуховское горнопромышленное товарищество
Голубовское Берестово-Богодуховское горнопромышленное товарищество — одно из крупнейших угледобывающих предприятий Российской империи рубежа XIX—XX веков, зарегистрированное в 1890 году в Харькове и занимавшееся разработкой и освоением месторождений каменного угля на Донбассе.

## История
Основный рудник компании — Берестово-Богодуховский, названный по имени двух балок, между которыми он располагался, находился близ с. Григорьевка Макеевской волости Таганрогского округа Области Войска Донского (ныне территория Пролетарского района г. Донецка, Украина). Другой крупный рудник, чье имя также отражено в названии товарищества, — Голубовский, располагался у с. Голубовка Славяно-сербского уезда Екатеринославской губернии, (сейчас — район г. Первомайска Луганской области).
Как явствует из сообщения Правления товарищества от 4 марта 1904 года «рудник этот с принадлежащим ему участком земли, […] Берестово-Богодуховский, приобретен Товариществом в 1890 году у известного в свое время концессионера и строителя П. И. Губонина, по инициативе которого он и устроен ещё в 1885/1886 году с целью добывания сильноспекающегося угля и переработки его на кокс, потребовавшийся в то время в значительном количестве на удовлетворение доменного производства только что возникших тогда вблизи Екатеринослава двух самых больших металлургических заводов, пионеров (если не считать построенных раньше заводов Пастухова в Сулине и Юза) южно-русской развившейся впоследствии так широко металлургии, а именно Александровского завода Южно-Брянского общества и Каменского заводов Южнорусского Днепровского металлургического общества.
Добыча угля на руднике производилась и значительно раньше 1885 года, ещё до перехода его к Губонину, но в весьма незначительном количестве и самыми примитивными способами. Более широкое развитие деятельности рудника началось в конце 1888 года. С прокладкой Екатеринославской ж. д. подъездных путей, известных под именем Богодуховских ветвей, примкнувших к магистрали Екатеринославской дороги на ст. Ясиноватая, и, в особенности, с переходом рудника во владение Товарищества, покрывшего его сетью шахт капитальных конных…»
На предприятиях действовало 164 коксовые (закрытые) печи бельгийского производства «Дюри-Бернард». Общая стоимость отпускаемого фирмой минерального топлива достигала 2,95 млн руб. в год. Численность занятых рабочих — 2000 человек. В 1903 основной капитал товарищества составлял 3,4 млн руб. (6800 паев по 500 руб.), баланс на 1913 год — 15 512 253 руб.
В январе 1918 года на основании решений IV съезда Советов Донбасса и Южного областного Совета Народного хозяйства Берестово-Богодуховский рудник был национализирован. Тогда же отряды есаула Чернецова совершили террористические акты, потрясшие весь Донбасс: среди прочих был разгромлен Берестово-Богодуховский рудник и расстреляна группа большевиков и рабочих (их трупы были брошены в шахту).